# Isidoro Verga

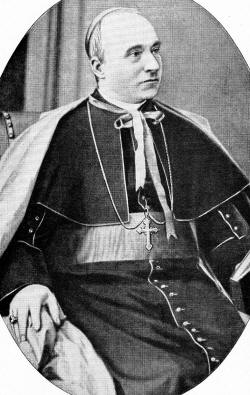
Isidoro Kardinal Verga

Wappen von Isidoro Verga

Isidoro Verga (* 29. April 1832 in Bassano Taverina; † 10. August 1899 in Rom) war ein italienischer Kirchenrechtler und Kurienkardinal.

## Leben
Im Jahr 1859 empfing Isidoro Verga die Priesterweihe. Der studierte Theologe und Kirchenrechtler war später Richter an der Römischen Rota. Seit dem Jahr 1877 war er Pro-Sekretär und ab 1878 Sekretär der Konzilskongregation (heute Dikasterium für den Klerus).
Im Konsistorium vom 10. November 1884 wurde Verga von Papst Leo XIII. zum Kardinal kreiert und kurz darauf zum Kardinaldiakon von Sant’Angelo in Pescheria ernannt. Ab Juli 1885 war Kardinal Verga Präfekt der Apostolischen Signatur und danach von 1888 bis 1896 Präfekt der Religiosenkongregation. 1891 erhielt er die Titeldiakonie Santa Maria in Via Lata und 1896 wurde Verga in die Klasse der Kardinalpriester mit der Titelkirche San Callisto aufgenommen. Im Oktober des gleichen Jahres ernannte ihn der Papst zum Kardinalgroßpönitentiar und im November 1896 zum Kardinalbischof des Bistums Albano. Die Bischofsweihe spendete ihm am 13. Dezember 1896 Kardinaldekan Luigi Oreglia di Santo Stefano; Mitkonsekratoren waren Erzbischof Cesare Sambucetti, Sekretär der Zeremonienkongregation, und Kurienerzbischof Beniamino Cavicchioni.